# Ivan Joller
Ivan Joller (* 24. April 1983 in Stans, Schweiz) ist ein ehemaliger Schweizer Biathlet.

## Karriere

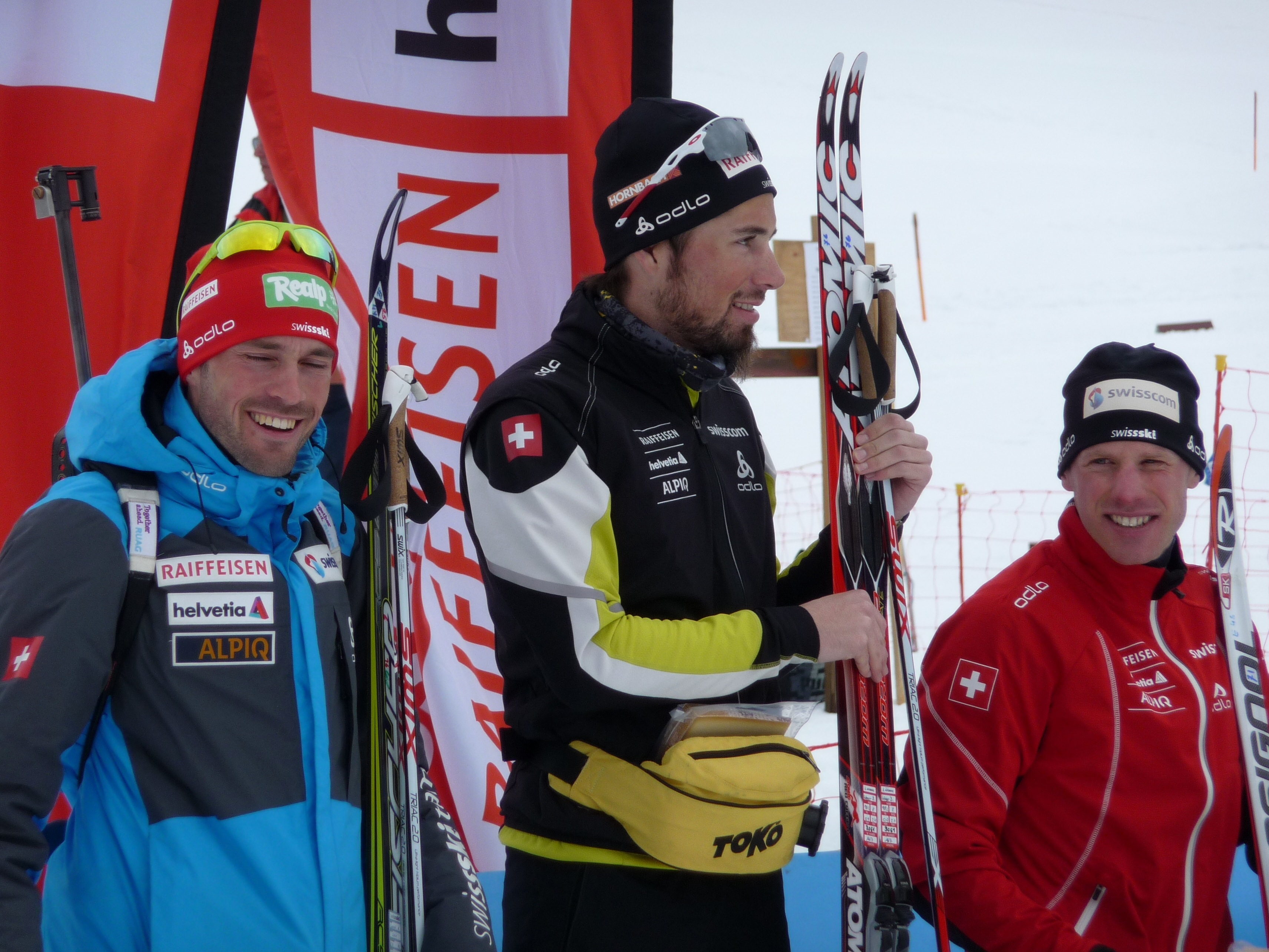
Ivan Joller, Benjamin Weger und Christian Stebler (von links nach rechts) bei der Siegerehrung für das Sprintrennen bei den Schweizer Meisterschaften 2013

Ivan Joller begann 2000 mit dem Biathlonsport und gehörte seitdem auch dem Schweizer Nationalkader an. Er wurde von Manfred Geyer trainiert und startete für den SC Bannalp-Wolfenschiessen.
Joller debütierte 2002 noch erfolglos bei den Juniorenweltmeisterschaften in Ridnaun. Auch 2003 in Kościelisko waren die Ergebnisse nicht nennenswert, erst 2004 in Haute-Maurienne konnte er mit Rang 17 im Einzel ein gutes Ergebnis erreichen. Im Europacup der Junioren erreichte Joller mehrfach Top-Ten-Ergebnisse. Zum Beginn der Saison 2002/03 gab er als Zehnter in einem Sprint sein Debüt im Europacup in Windischgarsten. Sein Start im Einzel (75.) bei den Biathlon-Weltmeisterschaften 2005 in Hochfilzen war gleichzeitig sein Debüt im Biathlon-Weltcup. Beste Ergebnisse bei den Biathlon-Europameisterschaften 2006 in Langdorf wurden ein 26. Platz im Sprint und Rang neun mit der Staffel. Bei der Militärweltmeisterschaft des Jahres belegte er den 24. Platz im Sprint. Am Holmenkollen in Oslo konnte er 2007 in einem Einzel als 24. erstmals Weltcuppunkte gewinnen. Zuvor hatte er in Oberhof mit der Staffel schon einen guten sechsten Platz erreicht. Weitere gute Ergebnisse, darunter einen 18. Platz in der Verfolgung von Hochfilzen, schaffte Joller in der Saison 2008/09. Anfang März 2010 gewann er in Abwesenheit der nationalen Elite die Schweizer Meisterschaft im Massenstart.
2017 gab er nach dem Gewinn des Schweizer Meistertitels im Massenstartrennen seinen Rücktritt vom Biathlon-Profisport bekannt und wurde Trainer der Trainingsgruppe 2 bei Swiss-Ski. 2020 gab er das Amt auf und kehrte in seinen Beruf als Schreiner zurück.

## Biathlon-Weltcup-Platzierungen
Die Tabelle zeigt alle Platzierungen (je nach Austragungsjahr einschliesslich Olympische Spiele und Weltmeisterschaften).
- 1.–3. Platz: Anzahl der Podiumsplatzierungen
- Top 10: Anzahl der Platzierungen unter den ersten zehn (einschliesslich Podium)
- Punkteränge: Anzahl der Platzierungen innerhalb der Punkteränge (einschliesslich Podium und Top 10)
- Starts: Anzahl gelaufener Rennen in der jeweiligen Disziplin

| Platzierung         | Einzel | Sprint | Verfolgung | Massenstart | Staffel | Gesamt |
| ------------------- | ------ | ------ | ---------- | ----------- | ------- | ------ |
| 1. Platz            |        |        |            |             |         |        |
| 2. Platz            |        |        |            |             |         |        |
| 3. Platz            |        |        |            |             |         |        |
| Top 10              | 2      |        |            |             | 16      | 18     |
| Punkteränge         | 6      | 11     | 8          |             | 34      | 59     |
| Starts              | 23     | 51     | 19         |             | 34      | 127    |
| Stand: Karriereende |        |        |            |             |         |        |